# Тельпос
Тельпос — река в России, протекает в округе Вуктыл Республики Коми. Устье реки находится в 147 км по левому берегу реки Щугор. Длина реки составляет 75 км, площадь водосборного бассейна 860 км².
Высота истока более 909 м над уровнем моря. Высота устья — 172 м над уровнем моря.
Тельпос берёт начало на южных склонах горы Хораиз (1327,6 м НУМ), на Северном Урале. От истока течёт на юг, затем поворачивает на запад, огибая горы Осслур и Топур. Вскоре река упирается в вытянутый с севера на юг хребет Овин-Парма, поворачивает на север и весь остаток течения течёт вдоль его восточных склонов. В верховьях носит горный характер, скорость течения около 1,2 м/с, после поворота на север 0,7 — 1,0 м/с. В среднем и нижнем течении часто дробится на протоки, образует многочисленные острова. Ширина реки в среднем течении около 35 м, в нижнем достигает 65 м.
Впадает в Щугор у горы Камень (607,5 м НУМ) и в 15 км к северо-западу от горы Тельпосиз (1617,5 м НУМ), которая считается границей Северного и Приполярного Урала.

## Притоки (км от устья)
- 14 км: река Пятидырка (правый)
- 22 км: река Семидырка (правый)
- 24 км: река без названия (правый)
- Порог-Ёль (левый)[5]
- 59 км: река Сале (левый)

## Данные водного реестра
По данным государственного водного реестра России относится к Двинско-Печорскому бассейновому округу, водохозяйственный участок реки — Печора от водомерного поста у посёлка Шердино до впадения реки Уса, речной подбассейн реки — бассейны притоков Печоры до впадения Усы. Речной бассейн реки — Печора.
Код объекта в государственном водном реестре — 03050100212103000062323.